# Ratchaburi (tỉnh)
Ratchaburi, thường viết tắt Rat'buri, (tiếng Thái: ราชบุรี, đọc là Rát-bu-ri) là một tỉnh (changwat) miền Trung của Thái Lan. Tỉnh này giáp các tỉnh (từ phía Bắc theo chiều kim đồng hồ): Kanchanaburi, Nakhon Pathom, Samut Sakhon, Samut Songkhram và Phetchaburi. Phía Tây giáp với vùng hành chính Tanintharyi của Myanmar.

## Địa lý

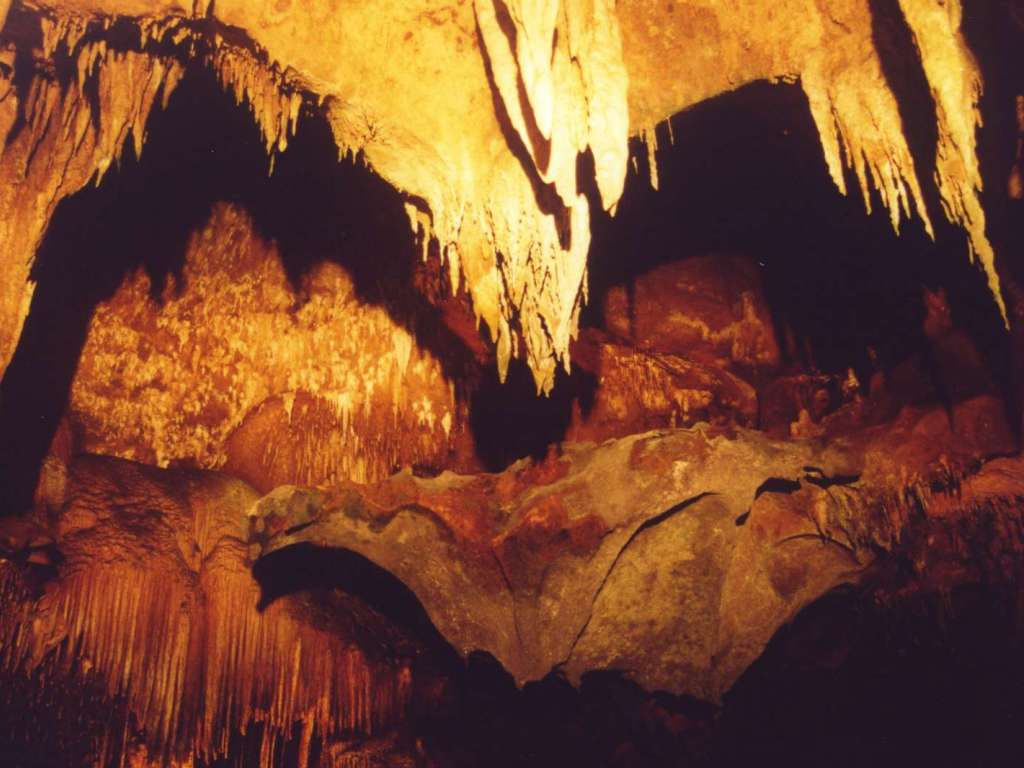
Động Khao Binn

Phía Đông tỉnh này có các đồng bằng của sông Mae Klong có nhiều khlong (kênh) cắt chéo nhau. Điểm tham quan du lịch hấp dẫn nhất ở đây là các chợ nổi Damnoen Saduak. Phía Tây của tỉnh này có địa hình núi non, bao gồm dãy núi Tanawsri. Phần lớn các núi là đá vôi nên có nhiều hang động có thạch nhũ. Nhiều động là nơi sinh sống của dơi. Sông chính của phía Tây là sông Phachi.
Bên tả ngạn (bờ trái) sông Phachi là vườn quốc gia Chaloem Phrakiat Thai Prachan được lập từ năm 2003, bảo vệ 384,39 km² rừng vốn trước đây là chiến trường với Đảng Cộng sản Thái Lan.
Tọa độ: 13°32′B 99°36′Đ / 13,533°B 99,6°Đ

## Hành chính
Tỉnh này được chia ra 9 huyện (amphoe), 1 phó huyện (king amphoe),  104 xã (tambon) và 935 thôn (muban).
| Amphoe                                                                          |                                                    | King amphoe |
| ------------------------------------------------------------------------------- | -------------------------------------------------- | ----------- |
| 1. Mueang Ratchaburi 2. Chom Bueng 3. Suan Phueng 4. Damnoen Saduak 5. Ban Pong | 1. Bang Phae 2. Photharam 3. Pak Tho 4. Wat Phleng | 1. Ban Kha  |